# اومتز
اومتز (به فرانسوی: Aumetz) یک کمون در فرانسه است که در canton of Fontoy واقع شده‌است. اومتز ۱۰٫۳۵ کیلومتر مربع مساحت دارد ۳۸۵ متر بالاتر از سطح دریا واقع شده‌است.